# Bataille de Vezins
Guerre de Vendée
Batailles
La bataille de Vezins ou bataille de Bois-Grolleau se déroule le 19 avril 1793 lors de la guerre de Vendée.

## Prélude
Le 10 avril, les forces républicaines d'Angers, commandées par le général Berruyer, lancent une offensive dans les Mauges avec trois colonnes. Celle du général Gauvilliers bouscule les forces de Bonchamps au Mesnil-en-Vallée et se rend maître de Saint-Florent-le-Vieil. La colonne menée directement par Berruyer est repoussée dans un premier temps à Chemillé, mais elle prend la ville le 13 ou le 14 avril,,. La troisième colonne, commandée par Leignoyer, bat Stofflet à Coron, et prend position le 12 avril à Vezins, à une quinzaine de kilomètres au nord-ouest de Cholet. Le 16 avril, les avant-postes de Berruyer et de Leigonyer communiquent ensemble près de Nuaillé. Le 17, sur ordre du général Leigonyer, les deux compagnies de grenadiers des gardes nationales de Saumur et de Montreuil-Bellay occupent le château de Bois-Grolleau,. Elles font une reconnaissance jusque dans la ville de Cholet, où elles ne rencontrent aucune résistance, avant de retourner s'établir à leur poste,,. Le même jour, le commandant Villemet, le second de Leigonyer, est blessé dans un accrochage au château de la Crilloire, près de Maulévrier,.
Les forces insurgées d'Anjou, commandées par d'Elbée, Bonchamps, Stofflet et Cathelineau, se replient sur Tiffauges le 13 avril,. Cependant le même jour, dans les Deux-Sèvres, un rassemblement mené par Henri de La Rochejaquelein met en fuite les forces du général républicain Quétineau aux Aubiers, puis accourt à Tiffauges en amenant de la poudre et des munitions, qui manquaient grandement aux insurgés. Revigorés par ce secours, les Vendéens se mettent en marche sur Cholet le 16 avril, avec 20 000 hommes.
Du côté des républicains, l'annonce de la défaite de Quétineau et le mauvais état de ses troupes paralyse Berruyer qui n'ose pousser plus en avant, malgré la situation encore plus critique des insurgés,. Lorsqu'il est informé de la contre-attaque des Vendéens, il fait donner l'ordre à Gauvilliers de se porter sur Montrevault et Beaupréau — qui seront occupées le 20 et 21 avril — tandis que lui-même part le 19 avec 2 000 hommes pour se porter sur Jallais et que 500 autres prennent position au May.

## Déroulement
Le 19 avril, les Vendéens attaquent les avant-gardes républicaines près de Cholet. Les grenadiers se retrouvent encerclés au château du Bois-Grolleau, à l'est de la ville. Leigonyer envoie alors en renfort 2 000 hommes, mais ils sont repoussés par les insurgés aux landes de Pagannes,,. Les républicains sont rapidement mis en fuite et se replient en désordre sur Vezins,,. À leur arrivée, la panique se répand dans le reste des troupes et la déroute devient presque générale,. Les Vendéens entrent dans Vezins presque sans rencontrer de résistance,,. Seuls les 250 hommes d'un demi-bataillon de volontaires du Finistère soutiennent la retraite et parviennent à protéger la fuite de l'artillerie,.
Les républicains se replient sur Vihiers sans être longtemps poursuivis. Leigonyer attend des ordres de Berruyer et tente de rallier ses troupes pour une éventuelle contre-attaque, mais la débandade se poursuit. Au milieu de la nuit, le général républicain n'a plus sous ses ordres que le demi-bataillon du Finistère et les dragons du 19e régiment. Il fait donc retraite sur Doué.
Pendant ce temps, au Bois-Grolleau, les 180 grenadiers assiégés opposent une résistance désespérée. Le château prend feu et une aile d'effondre. Le 20 avril, après 24 heures de résistance, les défenseurs se rendent.

## Pertes
D'après les mémoires de la marquise Victoire de Donnissan de La Rochejaquelein, alors épouse du général Lescure, les Vendéens ont « très peu de monde de tué » dans ce combat.
Dans le château de Vezins, les Vendéens s'emparent d'un caisson qui renferme quelques barils de poudre.
Les républicains capturés au Bois-Grolleau sont conduits à Mortagne-sur-Sèvre. Ils sont au nombre de 147, soit 65 grenadiers de Saumur et 82 grenadiers de Montreuil,. Le 29 avril, deux d'entre-eux, nommés Frémery et Huguet, sont libérés par les chefs vendéens pour proposer un échange de prisonniers. Le 1er mai, les deux hommes remettent à la commission de Doué un message rédigés par l'ensemble des grenadiers, qui affirment avoir été bien traités, puis ils repartent le 12 mai se constituer prisonniers pour respecter leur serment,. Entre-temps le général Leigonyer écrit au ministre de la guerre et au président de la Convention nationale pour leur demander des instructions quant à la conduite à tenir à ce sujet, mais il ne recevra aucune réponse,. Les prisonniers sont finalement relâchés par les Vendéens vers fin mai, à l'exception de deux officiers, dont le commandant Tribert, qui seront quant à eux libérés en octobre à Saint-Florent-le-Vieil.

## Conséquences
Le général Berruyer apprend la défaite de Leigonyer peu de temps après son entrée dans Jallais et fait aussitôt demi-tour sur Chemillé. Le 21, il écrit au ministre de la guerre pour demander plus de troupes, plus d'officiers, plus d'armes et plus de munitions.
L'historien Émile Gabory estime que Berruyer a trop divisé ses forces et compare la contre-attaque des Vendéens au combat des Horaces et des Curiaces.